# L'infiltrat
|  | No s'ha de confondre amb el documental L'infiltrat, també conegut com El talp, un infiltrat a Corea del Nord. |

L'infiltrat és una novel·la d'espionatge de John le Carré, publicada el 1993. És la seva primera novel·la posterior a la Guerra Freda, que detalla una operació encoberta per enderrocar a un gran comerciant internacional d'armes.

## Argument
Jonathan Pine, antic soldat britànic, és de professió director de nit d'hotel. El coneixem per primera vegada a l'hotel Meister Palace de Zuric. Ell està de servei quan el "pitjor home del món", Richard Onslow Roper, arriba amb el seu seguici per hostatjar-se. Roper és un criminal multimilionari que es de dedica a la compravenda d'armes i drogues. La novel·la tracta sobre la preocupació de Pine per desfer l'empresa criminal de Roper. El seu primer contacte va ser a El Caire, on Pine treballava com a gerent de nit al luxós hotel Queen Nefertiti.
Una nit, Pine es troba amb Sophie, una dona francesa-àrab que és la amant de l'amo de l'hotel, Freddie Hamid, el qual té vincles amb Roper. Sophie descriu Roper com "el pitjor home del món". Ella proveeix Pine d'uns documents incriminators, demanant-li que els guardi en un lloc segur. Pine però, ignora la seva advertència i reenvia còpies dels documents a un amic amb MI6. Poc temps després, Sophie és assassinada.
Diversos anys més tard, mentre Pine treballa a Suïssa, el cap dels ex-SIS, Leonard Burr, i el seu alt funcionari, Rex Goodhew, han establert una petita oficina de proliferació d'armes i estan planejant una operació elaborada contra Roper. Ansiós per venjar Sophie, Pine es compromet a infiltrar-se en l'immens imperi criminal de Roper per tal de coordinar la seva detenció. Passat un temps, però, l'operació es posa en perill per una guerra entre les institucions britàniques d'intel·ligència, amb una sospita de connivència de Roper en alguna d'elles.
L'operació de Burr, un esforç conjunt entre Burr i simpàtics col·legues nord-americans, té el nom de codi "Lapa". La primera etapa consisteix en el fet que Pine es fabriqui una identitat criminal i una història de cobertura i es dirigeixi cap a les Bahames, on està situada la principal residencia de Roper. Pine guanya la confiança d'aquest quan "rescata" el seu fill d'un fals segrest orquestrat per Burr, aquest es torceix i Pine rep una pallissa dels segrestadors. Un cop recuperat, Roper el recluta com a membre de la seva organització, com a director figurant d'un gran acord d'armes il legals  pres amb un cartell colombià de drogues.
L'altra part de l'operació Lapa, desconeguda per Pine, consisteix en el fet que l'advocat del cartel, el doctor Paul Apostoll, és secretament un informant per al FBI i la DEA. Explica a Burr que Roper ha convençut del cartel d'organitzar les seves bandes d'executius al llarg d'un exèrcit professional, preparant-se per l'inevitable dia quan les nacions occidentals a les quals empenyen la cocaïna decideixen prendre accions militars directes contra ells. Roper ha acceptat lliurar amb armes i entrenament militar el cartel, a canvi d'un gran enviament de cocaïna, a un preu de descompte, que Roper vendrà a Europa per obtenir un benefici enorme.
Apostol filtra falsa informació als inversors de Roper, dient que l'habitual home de confiança de Roper, Major Corkoran, no és fiable, obligant-lo a substituir-lo per Pine. Corkoran sospita des del primer moment de Pine, però no en troba cap prova. Mentre es guanya la confiança del pitjor home del món, Pine recull informació per a condemnar-lo. També s'enamora de la inocent amant de Roper, Jed. Tanmateix, les faccions corruptes dins de la CIA i la Intel·ligència Britànica aprofiten el comerç d'armes il·legals i munten la seva pròpia operació, que anomenen "Capitana", per desfer-se de l'operació de Burr. Subtilment amenacen a Goodhew, el principal suport burocràtic de l'operació, i traeix l'estat d'Apostoll com a informant dels cartels. Abans de ser assassinat, Apostol revela la veritable identitat de Pine. Aquest es capturat i torturat al vaixell de Roper.
Els esbossos de Capitana són confessats a Burr per l'advocat de l'agència d'intel·ligència corrompuda liderada per Geoffrey Darker, Harry Palfrey, el qual està al corrent de tot però es veu afectat per la consciència. Burraconsegueix que aquest faci un últim treball per tal de salvar a Pine. Ho aconsegueix fer mitjançant el "satrap" de Roper, Sir Anthony Bradshaw, i fent-lo dir que té proves suficients per enviar a Roper a la presó amb dures conseqüències per a qualsevol associat, però que no ho farà si Pine i Jed són alliberats il·lesos. Bradshaw i Roper cauen a l'engany, i Roper compleix.
En Pine i la Jed són alliberats. Viuen junts a la seva casa aïllada al Lanyon, a pocs quilòmetres de Land's End.